# Place du Flot
La place du Flot est une place de la ville de Liège (Belgique) située dans le quartier de Sainte-Marguerite.

## Odonymie
Le flot signifie dans ce cas un espace aquatique (comme une mare) qui fut asséché en 1867 pour créer la place. Jusqu'en 1967, un château d'eau se dressait sur la place.

## Situation et description
Cette petite place arborée presque carrée possède des côtés d'une longueur d'environ 30 m. Elle longe la rue Sainte-Marguerite du côté nord (côté pair). L'espace central est occupé par une pelouse plantée de deux arbres. Les immeubles qui bordent la place du Flot sont répertoriés comme faisant partie de la rue Sainte-Marguerite (du no 302 au no 338).

## Patrimoine
Bien que de superficie restreinte, la place possède trois éléments du petit patrimoine liégeois :
- une ancienne fontaine Roland de style néo-classique érigée vers 1850[1].
- un monument à la mémoire du poète liégeois de langue wallonne Émile Gérard (1851-1916).
- une potale consacrée à Notre-Dame de Mai placée au fond de la place sur un socle en pierre calcaire.

## Riverains
- Le Théâtre à Denis
- L'école primaire d'enseignement spécialisé libre Les Castors.

## Voie adjacente
- Rue Sainte-Marguerite